# Roulette cinese
Roulette cinese (Chinesisches Roulette) è un film del 1976 diretto da Rainer Werner Fassbinder.

## Trama
Ariane Christ e suo marito Gerhard, una coppia benestante di Monaco, sono entrambi in partenza per motivi di lavoro, lui diretto ad Oslo, lei a Milano. La loro figlia Angela, disabile, rimarrà da sola a Monaco in compagnia della governante muta, miss Traunitz. Ma in realtà, Gerhard, convinto che la moglie sia davvero all'estero, ha in programma di incontrare la sua amante Irene nella casa di campagna di famiglia, gestita dalla Signora Kast, una donna crudele e irritante, che vive insieme a suo figlio Gabriel, un aspirante scrittore androgino e sessualmente ambiguo. La sorpresa di Gerhard sarà di trovare lì sua moglie Ariane insieme al suo amante Kolbe, assistente di Gerhard.
Le due coppie cercano di superare l'imbarazzo, ma l'atmosfera peggiora con l'arrivo inaspettato a cena di Angela, accompagnata da miss Traunitz. La ragazza, sospettando le reali intenzioni dei suoi genitori, ha pianificato quel viaggio: dopo momenti di esitazione in cui tutti si studiano, per smascherare l'ipocrisia e soprattutto la mancanza d'affetto di suo padre e sua madre, la ragazza propone di giocare alla "roulette cinese", una sorta di gioco della verità in cui gli otto, divisi in due gruppi, devono cercare di indovinare, attraverso delle domande, di chi si sta parlando.
In un subdolo massacro verbale, ma fatto con molta compostezza, si rivelano via via varie situazioni e varie indicazioni sul passato dei personaggi. A poco a poco si capisce che l'intenzione di Angela è quella di provocare e sbeffeggiare la madre, che alla fine reagisce brandendo una pistola. Ariane prima mira alla figlia, ma poi spara alla governante colpendola leggermente al collo. Ariane e Gerhard si abbracciano e lui le assicura il suo amore nonostante le apparenze e la situazione. Nel successivo dialogo tra Angela e Gabriel si capisce che il piano di Angela era far sì che dopo il gioco la madre esasperata la uccidesse, liberandola così dalla sua condizione infelice. Mentre una processione religiosa passa accanto alla casa, dall'esterno si sente un secondo sparo.

## Produzione
Roulette cinese è la prima co-produzione internazionale di Fassbinder e il suo film più costoso fino a quel momento, circa 1.100.000 marchi. Girato in sette settimane tra aprile e giugno 1976, è ambientato in un piccolo castello di Stöckach in Bassa Franconia che apparteneva al direttore della fotografia, Michael Ballhaus. Le scene più importanti, soprattutto quella della roulette cinese, si svolgono in una sala del castello decorata con specchi e vetrine di plexiglas che raddoppiano o spezzettano le immagini dei personaggi, creando un effetto di annullamento di prospettive voluto dal regista. Alcune scene furono girate nell'Aeroporto di Monaco di Baviera.
Il cast è formato dagli attori abituali dell'Antiteater di Fassbinder: Margit Carstensen, Brigitte Mira, Volker Spengler e Ulli Lommel, ma accanto a loro appaiono due stelle francesi: Anna Karina e Macha Méril, entrambe attrici preferite di Jean-Luc Godard. I bambini appaiono raramente nei film di Fassbinder. Qui la ragazza disabile è interpretata da Andrea Schober che Fassbinder ha utilizzato in precedenza ne Il mercante delle quattro stagioni del 1972.

## Distribuzione
Il film fu presentato in prima proiezione al Festival di Parigi il 16 novembre 1976 e distribuito in Italia solo dopo il successo de Il matrimonio di Maria Braun.